# Арригони, Витторио
Витто́рио Арриго́ни (итал. Vittorio Arrigoni; 4 февраля 1975, Безана-ин-Брианца, Ломбардия — 15 апреля 2011, сектор Газа) — итальянский журналист и активист. Он работал с возглавляемым палестинцами Международным движением солидарности (ISM), при содействии которого он прибыл в сектор Газа в 2008 году. Он вел веб-сайт под названием «Партизанское радио», а также опубликовал книгу о своём опыте в городе Газа во время войны в Газе 2008—2009 годов между ХАМАСом и Израилем. В 2011 году он был похищен и убит группой салафитских джихадистов. Правительство ХАМАСа идентифицировало преступников как палестинских и иорданских сторонников Аль-Каиды, инициировало розыск и арестовало подозреваемых во время рейда на Нусейрат. Арригони стал первым иностранцем, вовлечённым в подобный инцидент в секторе Газа после похищения британского журналиста Алана Джонстона в 2007 году.

## Биография
Родился в итальянском городке Безана-ин-Брианца недалеко от Монцы 4 февраля 1975 года.. Он утверждал, что бороться за свободу было у него в крови, как его деды боролись против бывшего фашистского режима в Италии. На правой руке у него была татуировка с арабским словом «сопротивление» (мукавама). Сдав экзамены в средней школе в Италии, он покинул Бульчаго, небольшую деревню недалеко от озера Комо и начал работать волонтёром по всему миру (в Восточной Европе, Южной Америке, Африке и Ближнем Востоке).
В 2002 году он посетил Иерусалим, что, по словам его матери, стало «моментом, когда он понял, что его работа будет сосредоточена там». Его мать, Эгидия Беретта, была мэром Бульчаго.

## Политическая активность
Арригони считался одним из многих активистов, возродивших Международное движение солидарности (ISM), пропалестинскую группу, работающую на палестинских территориях. В августе 2008 года он участвовал в миссии «Свобода Газы», целью которой было прорвать израильскую блокаду сектора Газа, действующую с июня 2007 года, когда ХАМАС пришёл к власти на этой территории. Он был на первой лодке, прибывшей в порт Газы, описав этот момент как «один из самых счастливых и эмоциональных в своей жизни».
Вызвавшись служить живым щитом для палестинского рыбака у побережья Газы в сентябре 2008 года, Арригони был ранен осколком стекла после того, как ВМС Израиля применили водомёт для задержания судна. В ноябре 2008 он был арестован израильскими властями после того, как снова выступил в качестве живого щита для рыбаков у побережья Газы.
Он вернулся в Газу перед израильской военной наступательной операцией «Литой свинец», которая длилась с декабря 2008 года по январь 2009 года. Арригони был одним из немногих иностранных журналистов в Газе во время войны. Он работал с Radio Popolare, а также в качестве репортёра итальянской газеты Il Manifesto. Позже он опубликовал книгу Restiamo umani, состоявшую из его репортажей из Газы. Она переведена на английский, испанский, немецкий и французский языки с предисловием израильского историка Илана Паппе.

## Политические взгляды
"Сионизм — отвратительное, расистское и колониальное движение. Как и все колониальные системы и системы апартеида, его уничтожение отвечает интересам всех. Я надеюсь, что его заменит без какого-либо кровопролития демократическое, секулярное и нерелигиозное государство – например, в границах исторической Палестины – и где палестинцы и израильтяне смогут жить на равных правах гражданства без этнической и религиозной дискриминации. Это желание, которое, я надеюсь, скоро станет реальностью"
Арригони был описан как человек, «горячо преданный палестинскому делу». Арригони назвал четырёх палестинцев, погибших в туннеле под границей Газы и Египта, «мучениками». В одном из своих последних постов на «Партизанском радио», который он написал за несколько часов до того, как его похитили и убили, усилия палестинцев по контрабанде товаров в сектор Газа через туннели восхвалялись как «невидимая битва за выживание».
Арригони критиковал исламских экстремистов за попытку навязать жёсткую версию ислама в Газе. В интервью газете PeaceReporter он заявил: «Лично мне как правозащитнику вообще не нравится ХАМАС. Мне тоже есть что им сказать: они глубоко ограничили права человека с тех пор, как выиграли выборы».
На своём веб-сайте Guerrilla Radio и на странице в Facebook Арригони назвал правительство Израиля одним из худших режимов апартеида в мире. Он назвал израильскую блокаду Газы преступной и злодейской.

## Похищение и смерть
Арригони был похищен 14 апреля 2011 года. В видео, размещённом на YouTube, в котором похитители представились принадлежащими к ранее неизвестной группировке «Бригада доблестного сподвижника пророка Мухаммеда бин Муслимы», Арригони был с повязкой на глазах и вокруг его правого глаза виднелась кровь. Похитители потребовали освобождения своего лидера Валида аль-Макдаси, заключённого в тюрьму правительством сектора Газа месяцем ранее, в качестве выкупа и угрожали убийством Арригони, если в течение 30 часов он не будет освобождён. Похитители обвинили Арригони в «распространении коррупции», а его родную страну Италию назвали «государством неверных».

## Убийство
По неясным причинам, до истечения установленного срока похитители убили Арригони в пустой квартире в районе Марех Амер на севере Газы. Свидетель на месте его убийства сообщил, что его, скорее всего, либо повесили, либо задушили. После того, как член предполагаемой салафитской группы привёл их к дому, силы безопасности ХАМАС ворвались в здание и обнаружили тело Арригони.
Вскрытие показало, что Арригони был задушен пластиковым шнуром, но журналистам не разрешили увидеть тело, а независимое подтверждение причины смерти не было возможным. Движение «Таухид и Джихад» отрицало ответственность за убийство, но заявило, что это было «естественным результатом политики правительства, проводимой против салафитов». Ияд аш Шами, лидер другой салафитской группировки, базирующейся в Газе, отрицал причастность салафитских боевиков и сказал, что убийство противоречит исламу. Силы безопасности в Газе арестовали четырёх подозреваемых в связи с инцидентом, а премьер-министр Газы Исмаил Хания приказал Министерству внутренних дел провести расследование и позвонил матери Арригони чтобы выразить свои соболезнования.

## Розыск преступников и суд
Полиция ХАМАС начала розыск людей, причастных к убийству. Власти ХАМАС изолировали часть сектора Газа перед началом операции, в ходе которой были слышны стрельба и как минимум один взрыв.
Силы безопасности ХАМАС осадили дом, где находились подозреваемые, в Нусейрате в центре сектора Газа. Подозреваемые отказались сдаваться, и завязалась перестрелка. Полицейские ХАМАСа вошли в дом и убили Балала аль-Омари и иорданца Аббада а-Рахмана аль-Бризата (один из двух убитых, возможно, покончил жизнь самоубийством). Третий подозреваемый, Махмуд аль-Салфити, был ранен и задержан. Также были задержаны трое сообщников подозреваемых. Представитель министерства внутренних дел ХАМАС Ихаб аль-Гусейн сообщил, что пять полицейских ХАМАСа получили ранения, а также девочка, попавшая под перекрёстный огонь.
Четверым салафистским экстремистам, захваченным в ходе рейда, военный суд ХАМАС предъявил обвинения в похищении и убийстве Арригони. Суд проходил под председательством военного судьи Абу Омара Аталлы. В сентябре 2012 года их признали виновными. 28-летний Махмуд аль-Салфити и 27-летний Тамер аль-Хасана были приговорены к пожизненному заключению с каторжными работами: суд воздержался от вынесения им смертного приговора после того, как родители Арригони призвали их пощадить. 24-летний Хадер Джрам был приговорён к 10 годам тюремного заключения, а 23-летний Амер Абу Гулех получил один год тюремного заключения за укрытие беглецов. После апелляции 19 февраля 2013 года военный суд смягчил приговоры Сальфити и аль-Хасане с пожизненного заключения до 15 лет. «В нашей апелляции мы просили смягчить приговор за убийство и похищение только за похищение», — сказал их адвокат Мохаммед Закут.
В июне 2015 года, получив отпуск из тюрьмы, Махмуд аль-Салфити сумел бежать из сектора Газа в Ирак, где присоединился к ИГИЛ. Сообщается, что 28 ноября 2015 года он был убит, сражаясь на стороне ИГИЛ в провинции Анбар.

## Реакции на смерть
Несколько сотен жителей Газы собрались на площади Неизвестного солдата чтобы оплакать Арригони, в то время как около 100 палестинцев и иностранных граждан прошли маршем через Рамаллу к дому траура в соседнем городе Эль-Бира на Западном Берегу. В Вифлееме у храма Рождества Христова состоялось бдение со свечами. Египетские власти предложили разрешить семье Арригони въехать в Газу через контрольно-пропускной пункт Рафах и отправить его тело обратно в Италию.

## Реакция палестинских властей
В официальном заявлении ХАМАС убийство названо «позорным актом» со стороны «психически отклонённой и объявленной вне закона группы». «Премьер-министр» Газы Исмаил Хания заявил, что убийство «не отражает ценности, мораль или религию палестинского народа. Это беспрецедентный случай, который не повторится». Он также сказал, что Арригони будет объявлен мучеником, и в его честь будет названа улица. «Министр иностранных дел» ХАМАС заявил, что в честь Арригони будет проведена заупокойная служба с государственными почестями, после чего тело будет перевезено в Египет. Представитель ХАМАСа Фаузи Бархум назвал это убийство «позорным».
Различные осуждения убийства Аригони были заявлены и другими палестинскими фракциями: так ФАТХ осудил его как «акт предательства», Комитеты народного сопротивления называли его «трусливым», Палестинский исламский джихад называл его «гротескным преступлением», а Мустафа Баргути сказал, что это был «шокирующий преступный акт». Представитель палестинского президента Махмуд Аббас осудил его, как «акт предательства».

## Международная реакция
МИД Италии выразил «глубокий ужас по поводу варварского убийства», назвав его «актом подлого и бессмысленного насилия, совершенного экстремистами, равнодушными к ценности человеческой жизни». Генеральный секретарь ООН Пан Ги Мун потребовал от правительства Газы привлечь к ответственности «виновных в этом ужасном преступлении».

## Обвинения в адрес Израиля
Хотя Арригони был убит членами палестинской салафитской группировки «Таухид и Джихад», некоторые обвинили в убийстве Израиль. Несмотря на то, что ХАМАС отождествил преступников с палестинской группировкой, связанной с Аль-Каидой, представитель ХАМАСа Фаузи Бархум заявил, что подозревает, что ответственность за это может нести Израиль, поскольку смерть, судя по всему, была приурочена к тому, чтобы удержать иностранных активистов от присоединения к флотилии, которая в мае отправилась в сектор Газа, чтобы прорвать израильскую военно-морскую блокаду этого района.
Махмуд аз-Захар, член руководства ХАМАС, косвенно обвинил Израиль в организации убийства Арригони в попытке отпугнуть международных активистов от приезда в Газу. Он сказал, что «такое ужасное преступление не может произойти без договоренности между всеми заинтересованными сторонами о сохранении блокады Газы». При этом Аз-Захар не представил никаких доказательств в поддержку своих обвинений.

## Оценки политической деятельности Арригони
В статье в газете The Jerusalem Post, опубликованной вскоре после смерти Арригони, приводилась критика Арригони со стороны Стивена Плаута, доцента делового администрирования Хайфского университета, со стороны Фиаммы Ниренштайн, еврейского члена Палаты депутатов Италии, которая была заместительницей председателя комитета по иностранным делам и председательницей Комитета по расследованию антисемитизма, а также Ноя Поллака, исполнительного директора Комитета по чрезвычайным ситуациям в Израиле, обвинивших Арригони в том, что он является сторонником насилия, а не борцом за мир.
По словам корреспондента The Guardian в Италии, Арригони был «прежде всего пацифистом». Халил Шахин из Палестинского центра по правам человека в секторе Газа, друг Арригони, назвал его «героем Палестины». Макс Эйл, ещё один друг Арригони и активист ISM, восхвалял Арригони как «смелого и преданного противника израильской оккупации и сторонника сопротивления угнетению на Ближнем Востоке и во всем мире».

## Внешние ссылки
- Guerrilla Radio, блог Витторио Арригони из Газы.
- Staying Human, документальный фильм про Арригони.
- Витторио Арригони в Facebook.